# Resolutie 666 Veiligheidsraad Verenigde Naties
Resolutie 666 van de Veiligheidsraad van de Verenigde Naties  werd op 13 september 1990 aangenomen. Dat gebeurde met dertien stemmen voor en twee onthoudingen van Cuba en Jemen. 
De resolutie stond noodhulp toe aan Irak, dat op dat moment aan economische sancties was onderworpen vanwege bezetting van Koeweit.

## Achtergrond
Op 2 augustus 1990 viel Irak zijn zuiderbuur Koeweit binnen en bezette dat land. Nog diezelfde dag werd de inval door de VN-Veiligheidsraad veroordeeld in resolutie 660. Deze resolutie eiste ook een onmiddellijke terugtrekking van Irak, maar daar kwam niets van terecht.

## Inhoud
De Veiligheidsraad:
- herinnert aan 661, paragraaf °3c en °4 die, tenzij in humanitaire gevallen, ook voor voedselvoorraden gelden;
- erkent dat er een situatie kan ontstaan waarin het nodig is om voedsel te leveren aan de Iraakse bevolking;
- merkt op dat het Comité van de Veiligheidsraad hierover berichten kreeg van de lidstaten;
- is erg bezorgd over het feit dat Irak resolutie 664 niet naleeft;
- handelt onder hoofdstuk VII van het Handvest van de Verenigde Naties;

1. het Comité zal de situatie inzake voedselvoorraden in Irak en Koeweit opvolgen om te bepalen of humanitaire nood is ontstaan;
2. verwacht dat Irak zich houdt aan resolutie 664 en bevestigt dat het verantwoordelijk blijft voor buitenlanders;
3. vraagt de secretaris-generaal ten behoeve van de paragrafen °1 en °2 informatie te vergaren over de voedselvoorraden en die door te geven aan het comité;
4. vraagt hierbij speciale aandacht te hebben voor kinderen onder vijftien, zwangere vrouwen, zieken en ouderen;
5. beslist dat het Comité in geval van voedselnood onmiddellijk aan de Veiligheidsraad zal rapporteren hoe de nood te lenigen;
6. draagt het Comité op dat de voedsellevering moet geschieden via de Verenigde Naties in samenwerking met het Rode Kruis;
7. vraagt de secretaris-generaal tussen te komen in de levering en verdeling;
8. herinnert eraan dat resolutie 661 niet van toepassing was voor medische goederen, maar beveelt aan dat dergelijke wel strikt gecontroleerd worden.

## Verwante resoluties
- Resolutie 664 Veiligheidsraad Verenigde Naties
- Resolutie 665 Veiligheidsraad Verenigde Naties
- Resolutie 667 Veiligheidsraad Verenigde Naties
- Resolutie 669 Veiligheidsraad Verenigde Naties

Lijst ·  647 ·  648 ·  649 ·  650 ·  651 ·  652 ·  653 ·  654 ·  655 ·  656 ·  657 ·  658 ·  659 ·  660 ·  661 ·  662 ·  663 ·  664 ·  665 ·  666 ·  667 ·  668 ·  669 ·  670 ·  671 ·  672 ·  673 ·  674 ·  675 ·  676 ·  677 ·  678 ·  679 ·  680 ·  681 ·  682 ·  683